# FAVAG-Skandal
Als FAVAG-Skandal (auch FAVAG-Konkurs oder FAVAG-Bankrott) wird der Zusammenbruch der Frankfurter Allgemeinen Versicherungs-AG (FAVAG) im August des Jahres 1929 bezeichnet. In der Folge wurde die Gesellschaft von der Allianz übernommen, mehrere leitende Angestellte und Vorstandsmitglieder der FAVAG wurden zu langen Haftstrafen verurteilt. Die deutschen Versicherungsunternehmen wurden danach durch das Versicherungsaufsichtsgesetz, ergänzt durch das „Gesetz zur Änderung des Gesetzes über die privaten Versicherungsunternehmen vom 30. März 1931“ und weitere Verordnungen, neuen Rechnungslegungsvorschriften und die Notwendigkeit einer externen Revision reguliert.

## Hintergrund

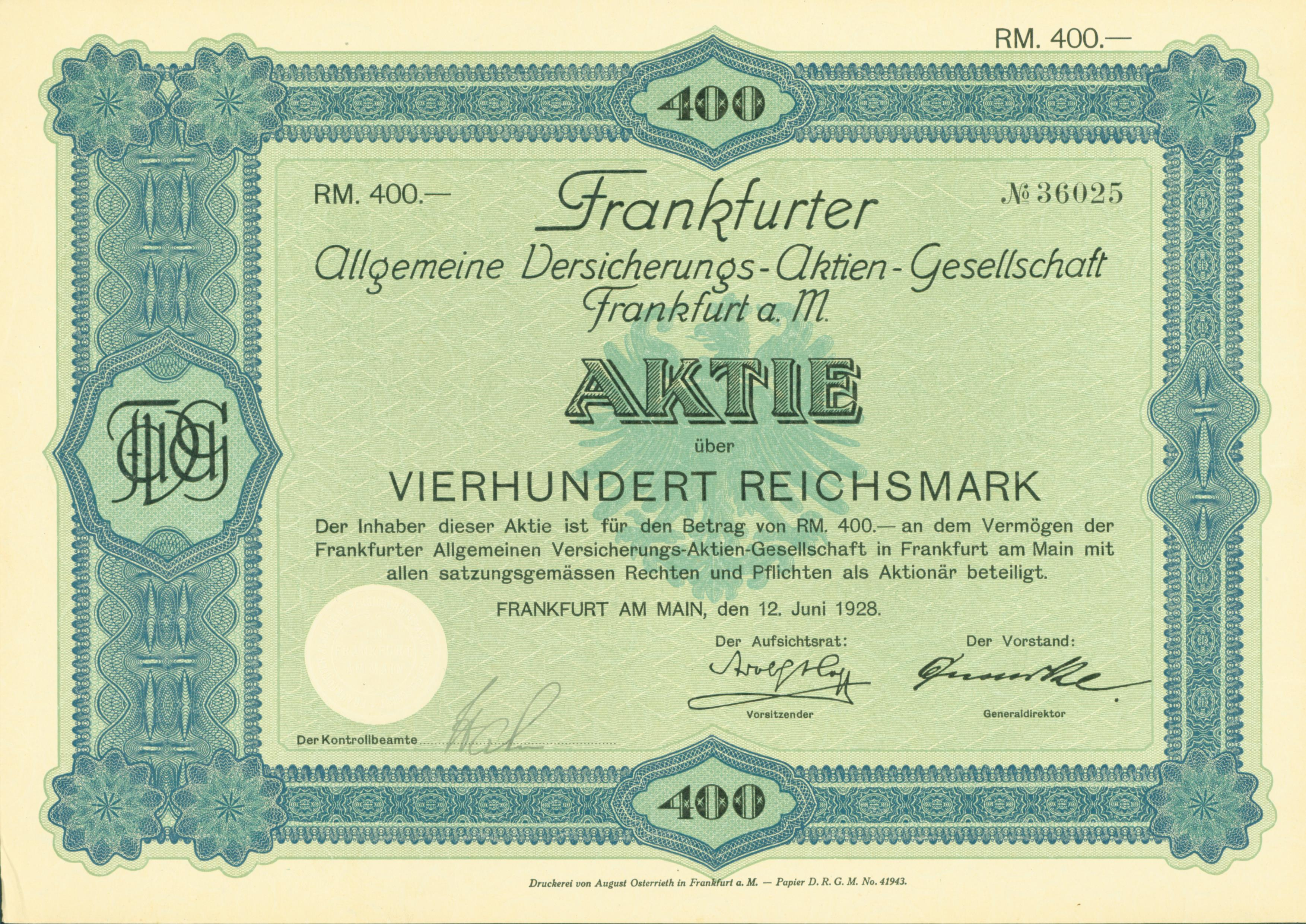
Aktie über 400 RM der Frankfurter Allgemeine Versicherungs-AG vom 12. Juni 1928

Die FAVAG wurde 1865 als Glasversicherung in Frankfurt gegründet. 1892 übernahm Paul Dumcke die Versicherung, die ab 1898 eine Reiseunfallversicherung anbot. Unter der Leitung von Dumcke wuchs die Versicherung und 1913 wurde etwa die Hälfte des Umsatzes der Allianz erreicht.
Dumcke setzte im Laufe der Zeit unter Beteiligung des Finanzvorstands Philipp Becker das Geld für hochspekulative Geschäfte ein. Er schuf ein Netzwerk aus 64 Firmen, die ihre riskanten Geschäfte über Versicherungen bei der FAVAG absicherten. Gerüchte über dubiose Kreditgeschäfte veranlassten den Frankfurter Wirtschaftsjournalisten Artur Lauinger ab 1928 zu Nachforschungen. 1929 veröffentlichte er verschiedene Artikel über die Geschäfte von Dumcke und Becker und informierte die Behörden. Nach dem Tod Dumckes im Februar 1929 führte das neue Management eine interne Revision der Finanzlage der Gesellschaft durch.

## Zusammenbruch
Die Ergebnisse der Sonderprüfung führten dazu, dass am 15. August 1929 der Handel der Aktie an der Börse eingestellt wurde. Die Gesellschaft meldete Konkurs an. Lauinger wurde daraufhin in den Beirat des Reichsaufsichtsamts für Privatversicherung berufen und 1932 mit der Goethe-Medaille geehrt.
Gegen die Verantwortlichen ermittelte die Staatsanwaltschaft Frankfurt. Dabei stellte sich heraus, dass Dumcke Verluste von Tochterfirmen durch die FAVAG übernommen und diese in den Büchern vertuscht hatte. Ein Bekannter des Sohnes von Dumcke erpresste die FAVAG mit seinem Wissen um diese Vorgänge und informierte die Aufsichtsbehörden mehrerer Staaten über die Vorgänge. Um die Regressansprüche der informierten Staaten begleichen zu können, beteiligte sich die Gesellschaft an hochriskanten Geschäften, die in weiteren Verlusten für die FAVAG resultierten. Der Aufsichtsratsvorsitzende Adolf Hoff blieb derweil untätig und wurde später ebenfalls angeklagt. Die Allianz und Stuttgarter Verein gründete daraufhin die „Neue Frankfurter Versicherungs-AG“, die das operative Geschäft der FAVAG übernahm. Durch den Zusammenbruch der FAVAG verloren ausländische, vor allem US-amerikanische Investoren das Vertrauen in die Stabilität der deutschen Wirtschaft.

## Neue Frankfurter Versicherungs-AG
Bereits mit dem Beginn der Sonderprüfung fragte der neue Vorstand bei der Allianz nach der Bildung einer Interessengemeinschaft mit dem Ziel der Bündelung des Geschäfts beider Gesellschaften nach. Da die FAVAG aber die Forderung nach einer Prüfung durch einen Treuhänder nicht erfüllte, scheiterten diese Gespräche.
Am 16. August 1929 erschien der Frankfurter Bankier Ladenburg, der dem Aufsichtsrat der FAVAG angehörte bei der Allianz in Berlin, berichtete von der Lage und fragte nach den Möglichkeiten einer Rettungsaktion. Am nächsten Morgen traten die Allianz-Vorstände Kurt Schmitt, Hans Heß, Eduard Hilgard und Rudolf Schloeßmann zusammen und entschieden sich, das Sachversicherungsgeschäft der FAVAG (nicht aber deren Finanzgeschäfte) zu übernehmen. Für diesem Asset Deal sollte eine neue Gesellschaft gegründet werden, die mit einer Garantie der Allianz abgesichert werden sollte. Der Kaufpreis der übernommenen Geschäfte sollte nachträglich von einem Gutachter bestimmt werden. Insbesondere die Unsicherheit bezüglich des Kaufpreises führte zu heftigem Widerspruch bei der Münchener Rück. Wilhelm Kißkalt brach extra seinen Urlaub ab und reiste zu den Verhandlungen in Frankfurt. Dort erkannte auch er, dass bei einer Ablehnung des Vorschlags das Versicherungsgeschäft der FAVAG an Wettbewerber verkauft werden würde. Am 19. August stimmten Vorstand und Aufsichtsrat der FAVAG wie auch die Gremien der Allianz dem Geschäft zu und am gleichen Tag wurde die Übernahme der Geschäfte durch die Neue Frankfurter Versicherungs-AG öffentlich gemacht. Das Kapital der neuen Gesellschaft von 5 Millionen Reichsmark wurde zu 62,5 % von der Allianz und zu 37,5 % von der Münchener Rück gehalten. 1935 wurde eine Betriebsgemeinschaft zwischen Allianz und Neue Frankfurter Versicherungs-AG vereinbart.
Die Frankfurter Lebensversicherung war nur begrenzt betroffen, da unter ihrem Namen keine verdeckten Geschäfte gemacht worden waren, jedoch aufgrund der Verflechtungen Abschreibungen anfielen. Daher musste keine Auffanggesellschaft gegründet werden, vielmehr wurde der Bestand direkt auf die Allianz und Stuttgarter Verein Lebensversicherung verschmolzen.

## Weitergehende Auswirkungen
In der Folge des Zusammenbruchs wurde die Angemessenheit der gesetzlichen Vorgaben insbesondere des Reichsgesetzes über die privaten Versicherungsunternehmungen und der Kompetenzen des Reichsaufsichtsamts für Privatversicherung diskutiert. Im folgenden Jahr wurde ein Gesetzentwurf zur Novellierung des Versicherungsaufsichtsrechts erarbeitet, der unter anderem für Versicherungsunternehmen Offenlegungspflichten gegenüber der Aufsichtsbehörde bezüglich Beteiligungen der Unternehmen sowie des leitenden Personals sowie ein diesbezügliches Einspruchsrecht sowie eine externe Revision durch eine Treuhandgesellschaft sowie die Einführung eines Treuhänders zur Überwachung des Deckungsstocks als die Deckungsrückstellung überdeckende Kapitalanlagen vorsah. Dem wurde teilweise entgegengehalten, dass die Befugnisse der Aufsichtsbehörde bereits weit genug reichten, nur ausreichende Ressourcen wie geschulte Arbeitskräfte und die zur Durchführung der Aufgaben erforderlichen Mittel bereitgestellt werden müssten.
Letztlich bestätigte die im März 1931 beschlossene VAG-Novelle viele der diskutierten Punkte inklusive der externen Prüfpflicht, wobei nicht wie ursprünglich vorgesehen die Aufsichtsbehörde die Wirtschaftsprüfungsgesellschaft festlegen sollte, sondern das jeweils betroffene Unternehmen. Dabei sollten neben Rechnungsabschlüssen auch die Einhaltung der Grundsätze ordnungsgemäßer Buchführung im Fokus der Prüftätigkeiten stehen, an die Seite der bereits vorher durchgeführten mathematischen Bestätigung für die Deckungsrückstellung unter der Bilanz wurde eine analoge externe Bestätigung des Treuhänders für den Deckungsstock eingeführt. Insgesamt nahmen die Reformen des Versicherungsaufsichtsrechts insbesondere hinsichtlich externer Revision einige Aspekte vorweg, die für die parallel diskutierte Novellierung des Aktiengesetzes relevant waren, oder gingen etwa hinsichtlich Offenlegung der Vermögensverhältnisse darüber hinaus. Die Sonder- und Vorreiterrolle der Versicherungsbranche bezüglich externer Revision setzte sich auch bei der Entkopplung der Ermittlung der Solvabilität bzw. Eigenmittelerfordernisse vom Handelsrecht durch die Einführung von Solvabilität II 2016 fort: neben den Rechnungslegungabschlüssen nach HGB- bzw. IFRS ist auch die aufsichtsrechtliche Solvabilitätsbilanz in Deutschland prüfpflichtig.
Mit dem nun „Gesetz über die Beaufsichtigung der privaten Versicherungsunternehmungen und Bausparkassen“ überschriebenen VAG wurden zudem Bausparkassen der Aufsicht unterstellt, bis zur Umgliederung Anfang 1973 in das Bundesaufsichtsamt für das Kreditwesen blieb die Aufsicht auch in der Bundesrepublik zunächst bei der anschließend in Bundesaufsichtsamt für das Versicherungswesen umbenannten Behörde.
Parallel kamen die Auswirkungen der Weltwirtschaftskrise in Deutschland auf, insbesondere folgte dem Zusammenbruch der Darmstädter und Nationalbank im Juli 1931 ein Bankansturm. In Folge der hieraus resultierenden Bankenkrise wurden neben über den parlamentarischen Weg modifizierten Gesetzen etliche Notverordnungen erlassen. Dabei wurde das laufende Gesetzgebungsverfahren für die Novellierung des Aktiengesetzes abgebrochen und via „Verordnung des Reichspräsidenten über Aktienrecht, Bankenaufsicht und über eine Steueramnestie“ vom 19. September 1931 nur Teile des Entwurfs umgesetzt. Während viele Aspekte bereits durch die Aufsichtsrechtsnovelle für Versicherungsgesellschaften schon im Vorfeld galten, wirkte sich speziell die Einschränkung der Aufsichtsratsmitglieder und der Aufsichtsratsposten je Person sowie die Einführung des gemilderten Niederstwertprinzips aus. Zudem erließ das Aufsichtsamt etliche Rundschreiben, dabei entlastete beispielsweise das Rundschreiben vom 25. März 1932, wonach Lebensversicherer im Zuge einer Auslegung der angepassten Rechnungslegungsvorschriften Wertpapierbestände grundsätzlich zu Anschaffungspreisen bilanzieren konnten, die Branche weiter. Nicht zuletzt aufgrund der zeitlichen und inhaltlichen Verknüpfung lassen sich ab 1930/31 konkrete Auswirkungen aus dem FAVAG-Zusammenbruch von den Folgen der Weltwirtschaftskrise nicht (sauber) trennen.
Beim Deutschen Industrie- und Handelstag gründete sich 1932 für den in der Folge der Prüfpflicht wachsenden Berufsstand der Wirtschaftsprüfer eine eigene Hauptstelle. Ab 1933 wurde dann das Institut der Wirtschaftsprüfer als die Standesvertretung der deutschen Wirtschaftsprüfer anerkannt.
Obwohl maßgeblich für den FAVAG-Skandal wurde ein Verbot versicherungsfremder Geschäfte seinerzeit nicht eingeführt, dieses fand sich erst im Zuge der Harmonisierung des europäischen Versicherungsrechts im Jahr 1975 Aufnahme im VAG.